# Власово-Буртовка
Вла́сово-Бу́ртовка (рос. Власово-Буртовка) — хутір в Куйбишевському районі Ростовської області Росії. Входить до складу Кринично-Лузького сільського поселення.

## Географія
Географічні координати: 47°48' пн. ш. 39°20' сх. д. Часовий пояс — UTC+4.
Хутір Власово-Буртовка розташований на південному схилі Донецького кряжу. Відстань до районного центру — села Куйбишева становить 32 км. Через хутір протікає річка Лівий Тузлов.

### Урбаноніми
- вулиці — Гірська, Степова[2].

## Населення
За даними перепису населення 2010 року на території хутора проживало 45 осіб. Частка чоловіків у населенні складала 60% або 27 осіб, жінок — 40% або 18 осіб.

## Видатні уродженці
- Щербаков Микола Миколайович — український скульптор.